# 명조: 워더링 웨이브
명조: 워더링 웨이브(중국어 간체자: 鸣潮, 정체자: 鳴潮, 병음: Míng Cháo, 직역: Sound Tide)는 쿠로 게임즈가 개발하고 배급한 부분 유료화 액션 롤플레잉 게임으로, 2024년 5월 23일에 출시되었다.